# 長府細川家
長府細川家（ちょうふ ほそかわけ）は、備中国浅口郡の細川通董の末裔で、江戸時代に代々長府藩毛利家の筆頭家老を務めた。当主は宮内を通称とすることから細川宮内家とも呼ばれる。

## 概要
政春の孫とされる細川通董の代に、備中に進出した毛利氏に臣従した。その子元通は穂井田元清の娘を妻とし、元清に従い朝鮮に出陣。蔚山城の戦いで戦功を立てた。
関ヶ原の戦いで毛利氏が西軍について、戦後防長二カ国に削封されたため、元通も失領し義弟の毛利秀元の招きで長府に移住して家臣となる。子孫は代々長府藩家老を務め明治維新に至った。

## 歴代当主
- 細川元通 細川通董の子。室は穂井田元清の娘。
- 細川元董 元通の子。母は穂井田元清の娘。室は毛利元政の娘。
- 細川広通 元董の養子。加藤清正家臣森本儀太夫一爲の子。室は元董の娘。
- 細川元純 広通の養子。森本一重の子。室は椙杜元峰の娘。
- 細川広氏 元純の養子。長州藩士宍戸隆之の子。室は小倉藩士小笠原貞徳の娘。
- 細川敬前 広氏の養子。長州藩士周布兼達の子。室は広氏娘。
- 細川義弘 敬前の養子。長州藩士毛利就将の三男。
- 細川義邵 義弘の養子。長州藩士毛利房謙養育男。正室は藩主毛利元義の娘。
- 細川頼彬 義邵の子。正室は藩主毛利元運の娘。後離縁。
- 細川宮遠 頼彬の子。